# Iron Fist
| 전문가 평가   | 전문가 평가 |
| 평가 점수     | 평가 점수   |
| 출처          | 점수        |
| ------------- | ----------- |
| Allmusic      | [ 2 ]       |
| Rolling Stone | [ 3 ]       |
| Martin Popoff | [ 4 ]       |

《Iron Fist》는 1982년 4월 17일, 브론즈 레코드를 통해 발매된 영국의 헤비 메탈 밴드 모터헤드의 다섯 번째 스튜디오 음반이다. 그것은 레미 킬미스터, 에디 클라크, 필 테일러의 '고전적' 라인의 마지막이 될 것이다. 이 음반은 영국 음반 차트 6위로 정점을 찍었다. 4월 3일 타이틀곡 〈Iron Fist〉가 싱글로 발매된 데 이어 영국 싱글 차트 29위를 기록했다.

## 녹음
1980년 《Ace of Spades》와 마찬가지로 1981년 리크먼즈워스에 있는 잭슨스 스튜디오에서 프로듀서 빅 메일과 함께 녹음이 시작되었다. 당시 모터헤드는 라이브 음반 《No Sleep 'til Hammersmith》가 영국 차트 1위에 오르며 광고적으로 큰 성공을 거두고 있었다. 11월과 12월에 밴드가 탱크와 함께 연주할 수 있도록 녹음이 중단되었고, 클라크는 윌 리드 딕의 도움으로 탱크의 데뷔 음반을 프로듀싱했다. 얼마 후, 메일는 모터헤드 프로젝트를 떠났고, 그 이유에 대해서는 상반된 설명이 나오고 있다.

## 곡 목록
모든 곡들은 레미 킬미스터, 에디 클라크 그리고 필 테일러에 의해 작사/작곡하였다.
| #  | 제목               | 재생 시간 |
| -- | ------------------ | --------- |
| 1. | 〈Iron Fist〉      | 2:55      |
| 2. | 〈Heart of Stone〉 | 3:04      |
| 3. | 〈I'm the Doctor〉 | 2:43      |
| 4. | 〈Go to Hell〉     | 3:10      |
| 5. | 〈Loser〉          | 3:57      |
| 6. | 〈Sex & Outrage〉  | 2:10      |

| #   | 제목                              | 재생 시간 |
| --- | --------------------------------- | --------- |
| 7.  | 〈America〉                       | 3:38      |
| 8.  | 〈Shut It Down〉                  | 2:41      |
| 9.  | 〈Speedfreak〉                    | 3:28      |
| 10. | 〈(Don't Let 'Em) Grind Ya Down〉 | 3:08      |
| 11. | 〈(Don't Need) Religion〉         | 2:43      |
| 12. | 〈Bang to Rights〉                | 2:43      |

## 인증
| 국가                       | 인증 | 판매량/출하량 |
| -------------------------- | ---- | ------------- |
| 영국 (BPI)                 | 실버 | 60,000^       |
| ^출하량을 기반으로 한 인증 |      |               |